# Free (Heavy Load)
Free è il secondo singolo del gruppo heavy metal svedese Heavy Load, pubblicato nel 1983.

## Tracce

### Lato A
1. Free - 4:05

### Lato B
1. Run with the Devil - 3:41

## Formazione
- Styrbjörn Wahlquist - batteria
- Ragne Wahlquist - voce, chitarra, tastiere
- Torbjörn Ragnesjo - basso
- Eddy Malm - chitarra
- Philip Lynott - basso in Free[1]